# Archanara nervosa
Archanara nervosa là một loài bướm đêm trong họ Noctuidae.